# Lista över fotbollsövergångar i Sverige sommaren 2015
Detta är en lista över fotbollsövergångar i Sverige sommaren 2015.
Endast övergångar i Allsvenskan och Superettan är inkluderade.

## Allsvenskan

### AIK
| Nr | Land          | Pos | Namn                                             |
| -- | ------------- | --- | ------------------------------------------------ |
|    | Ghana         | F   | Patrick Kpozo (från Inter Allies)                |
|    | Nederländerna | F   | Jos Hooiveld (från Southampton)                  |
|    | Sverige       | MF  | Stefan Ishizaki (från Los Angeles Galaxy)        |
|    | Brasilien     | F   | Alex Pereira (Inlånad från AFC United)           |
|    | Sverige       | MF  | William Sheriff (från Uppflyttad från U19-laget) |

| Nr | Land          | Pos | Namn                                             |
| -- | ------------- | --- | ------------------------------------------------ |
|    | Ghana         | F   | Patrick Kpozo (från Inter Allies)                |
|    | Nederländerna | F   | Jos Hooiveld (från Southampton)                  |
|    | Sverige       | MF  | Stefan Ishizaki (från Los Angeles Galaxy)        |
|    | Brasilien     | F   | Alex Pereira (Inlånad från AFC United)           |
|    | Sverige       | MF  | William Sheriff (från Uppflyttad från U19-laget) |

| Nr | Land    | Pos | Namn                                          |
| -- | ------- | --- | --------------------------------------------- |
|    | Sverige | MF  | Panajotis Dimitriadis (till Gençlerbirliği)   |
|    | Sverige | MF  | Nabil Bahoui (till Al Ahli)                   |
|    | Sverige | MF  | Sam Lundholm (till NEC Nijmegen)              |
|    | Sverige | F   | Edward Owusu (Utlånad till Piteå IF)          |
|    | Finland | F   | Sauli Väisänen (Utlånad till Helsingfors IFK) |
|    | Sverige | MF  | Christos Gravius (Utlånad till Vasalunds IF)  |

| Nr | Land    | Pos | Namn                                          |
| -- | ------- | --- | --------------------------------------------- |
|    | Sverige | MF  | Panajotis Dimitriadis (till Gençlerbirliği)   |
|    | Sverige | MF  | Nabil Bahoui (till Al Ahli)                   |
|    | Sverige | MF  | Sam Lundholm (till NEC Nijmegen)              |
|    | Sverige | F   | Edward Owusu (Utlånad till Piteå IF)          |
|    | Finland | F   | Sauli Väisänen (Utlånad till Helsingfors IFK) |
|    | Sverige | MF  | Christos Gravius (Utlånad till Vasalunds IF)  |

### BK Häcken
| Nr | Land          | Pos | Namn                                 |
| -- | ------------- | --- | ------------------------------------ |
|    | Brasilien     | A   | Paulinho (från Piracicaba)           |
|    | Nederländerna | MF  | Niels Vorthoren (från Maastricht)    |
|    | Nederländerna | A   | Michiel Hemmen (från Cambuur)        |
|    | Sydafrika     | F   | Tefu Mashamaite (från Kaizer Chiefs) |

| Nr | Land          | Pos | Namn                                 |
| -- | ------------- | --- | ------------------------------------ |
|    | Brasilien     | A   | Paulinho (från Piracicaba)           |
|    | Nederländerna | MF  | Niels Vorthoren (från Maastricht)    |
|    | Nederländerna | A   | Michiel Hemmen (från Cambuur)        |
|    | Sydafrika     | F   | Tefu Mashamaite (från Kaizer Chiefs) |

| Nr | Land           | Pos | Namn                                             |
| -- | -------------- | --- | ------------------------------------------------ |
|    | Etiopien       | F   | Walid Atta (till Gençlerbirliği)                 |
|    | Island         | A   | Gunnar Heidar Thorvaldsson (till Vestmannaeyjar) |
|    | Uruguay        | F   | Diego Lugano (till Cerro Porteño)                |
|    | Sverige        | MF  | Simon Gustafson (till Feyenoord)                 |
|    | Sverige        | MF  | Joakim Olausson (till Örgryte IS)                |
|    | Nordmakedonien | F   | Leonard Zuta (till Rijeka)                       |

| Nr | Land           | Pos | Namn                                             |
| -- | -------------- | --- | ------------------------------------------------ |
|    | Etiopien       | F   | Walid Atta (till Gençlerbirliği)                 |
|    | Island         | A   | Gunnar Heidar Thorvaldsson (till Vestmannaeyjar) |
|    | Uruguay        | F   | Diego Lugano (till Cerro Porteño)                |
|    | Sverige        | MF  | Simon Gustafson (till Feyenoord)                 |
|    | Sverige        | MF  | Joakim Olausson (till Örgryte IS)                |
|    | Nordmakedonien | F   | Leonard Zuta (till Rijeka)                       |

### Djurgårdens IF
| Nr | Land     | Pos | Namn                                          |
| -- | -------- | --- | --------------------------------------------- |
|    | Sydkorea | MF  | Seon-Min Moon (Inlånad från Östersunds FK)    |
|    | Zimbabwe | A   | Tinotenda Kadewere (Inlånad från Harare City) |

| Nr | Land     | Pos | Namn                                          |
| -- | -------- | --- | --------------------------------------------- |
|    | Sydkorea | MF  | Seon-Min Moon (Inlånad från Östersunds FK)    |
|    | Zimbabwe | A   | Tinotenda Kadewere (Inlånad från Harare City) |

| Nr | Land     | Pos | Namn                                                          |
| -- | -------- | --- | ------------------------------------------------------------- |
|    | Sverige  | F   | Frej Ersa Engberg (Klubb ej klar)                             |
|    | Sverige  | MF  | Martin Broberg (till Örebro SK)                               |
|    | Zimbabwe | A   | Nyasha Mushekwi (Återvänder efter lån från Mamelodi Sundowns) |

| Nr | Land     | Pos | Namn                                                          |
| -- | -------- | --- | ------------------------------------------------------------- |
|    | Sverige  | F   | Frej Ersa Engberg (Klubb ej klar)                             |
|    | Sverige  | MF  | Martin Broberg (till Örebro SK)                               |
|    | Zimbabwe | A   | Nyasha Mushekwi (Återvänder efter lån från Mamelodi Sundowns) |

### Falkenbergs FF
| Nr | Land    | Pos | Namn                                        |
| -- | ------- | --- | ------------------------------------------- |
|    | Sverige | MF  | Erik Zetterberg (Uppflyttad från U19-laget) |
|    | Sverige | F   | Linus Andersson (Uppflyttad från U19-laget) |

| Nr | Land    | Pos | Namn                                        |
| -- | ------- | --- | ------------------------------------------- |
|    | Sverige | MF  | Erik Zetterberg (Uppflyttad från U19-laget) |
|    | Sverige | F   | Linus Andersson (Uppflyttad från U19-laget) |

| Nr | Land      | Pos | Namn                                       |
| -- | --------- | --- | ------------------------------------------ |
|    | Sydafrika | F   | Junaid Sait (till Académico de Viseu)      |
|    | Sverige   | MF  | Hampus Svensson (Utlånad till Vinbergs IF) |
|    | Sverige   | MV  | Johan Brattberg (Utlånad till Vinbergs IF) |

| Nr | Land      | Pos | Namn                                       |
| -- | --------- | --- | ------------------------------------------ |
|    | Sydafrika | F   | Junaid Sait (till Académico de Viseu)      |
|    | Sverige   | MF  | Hampus Svensson (Utlånad till Vinbergs IF) |
|    | Sverige   | MV  | Johan Brattberg (Utlånad till Vinbergs IF) |

### Gefle IF
| Nr | Land       | Pos | Namn                                     |
| -- | ---------- | --- | ---------------------------------------- |
|    | Ghana      | MF  | Kwame Bonsu (från Heart of Lions)        |
|    | Montenegro | MV  | Zoran Akovic (Inlånad från Husqvarna FF) |

| Nr | Land       | Pos | Namn                                     |
| -- | ---------- | --- | ---------------------------------------- |
|    | Ghana      | MF  | Kwame Bonsu (från Heart of Lions)        |
|    | Montenegro | MV  | Zoran Akovic (Inlånad från Husqvarna FF) |

| Nr | Land    | Pos | Namn                                            |
| -- | ------- | --- | ----------------------------------------------- |
|    | Sverige | MF  | Oscar Karlsson (till Nyköpings BIS)             |
|    | Sverige | A   | Emil Bellander (Utlånad till IF Brommapojkarna) |
|    | Sverige | MV  | Oskar Larsson (Utlånad till Dalkurd FF)         |

| Nr | Land    | Pos | Namn                                            |
| -- | ------- | --- | ----------------------------------------------- |
|    | Sverige | MF  | Oscar Karlsson (till Nyköpings BIS)             |
|    | Sverige | A   | Emil Bellander (Utlånad till IF Brommapojkarna) |
|    | Sverige | MV  | Oskar Larsson (Utlånad till Dalkurd FF)         |

### GIF Sundsvall
| Nr | Land    | Pos | Namn                                               |
| -- | ------- | --- | -------------------------------------------------- |
|    | Sverige | F   | Robert Hammarstedt (från Östersunds FK)            |
|    | Kosovo  | A   | Shpetim Hasani (från Gornik Leczna)                |
|    | Sverige | MF  | Granit Buzuku (Återvänder efter lån till Egersund) |

| Nr | Land    | Pos | Namn                                               |
| -- | ------- | --- | -------------------------------------------------- |
|    | Sverige | F   | Robert Hammarstedt (från Östersunds FK)            |
|    | Kosovo  | A   | Shpetim Hasani (från Gornik Leczna)                |
|    | Sverige | MF  | Granit Buzuku (Återvänder efter lån till Egersund) |

| Nr | Land    | Pos | Namn                                  |
| -- | ------- | --- | ------------------------------------- |
|    | Sverige | F   | Robert Lundström (till Vålerenga)     |
|    | Sverige | MF  | Smajl Suljevic (Utlånad till IK Frej) |

| Nr | Land    | Pos | Namn                                  |
| -- | ------- | --- | ------------------------------------- |
|    | Sverige | F   | Robert Lundström (till Vålerenga)     |
|    | Sverige | MF  | Smajl Suljevic (Utlånad till IK Frej) |

### Halmstads BK
| Nr | Land     | Pos | Namn                                   |
| -- | -------- | --- | -------------------------------------- |
|    | Zimbabwe | A   | Matthew Ruskie (från Kaizer Chiefs)    |
|    | Sverige  | MF  | Alexander Henningsson (från Östers IF) |

| Nr | Land     | Pos | Namn                                   |
| -- | -------- | --- | -------------------------------------- |
|    | Zimbabwe | A   | Matthew Ruskie (från Kaizer Chiefs)    |
|    | Sverige  | MF  | Alexander Henningsson (från Östers IF) |

| Nr | Land    | Pos | Namn                                        |
| -- | ------- | --- | ------------------------------------------- |
|    | Sverige | F   | Joseph Baffo (till Eintracht Braunschweig)  |
|    | Ghana   | A   | Kwame Karikari (Utlånad till Balikesirspor) |
|    | Sverige | MV  | Malkolm Nilsson (Utlånad till Östers IF)    |
|    | Sverige | F   | Marcus Johansson (Utlånad till Östers IF)   |

| Nr | Land    | Pos | Namn                                        |
| -- | ------- | --- | ------------------------------------------- |
|    | Sverige | F   | Joseph Baffo (till Eintracht Braunschweig)  |
|    | Ghana   | A   | Kwame Karikari (Utlånad till Balikesirspor) |
|    | Sverige | MV  | Malkolm Nilsson (Utlånad till Östers IF)    |
|    | Sverige | F   | Marcus Johansson (Utlånad till Östers IF)   |

### Hammarby IF
| Nr | Land    | Pos | Namn                                     |
| -- | ------- | --- | ---------------------------------------- |
|    | Island  | MV  | Ögmundur Kristinsson (från Randers)      |
|    | Sverige | A   | Imad Khalili (från Baniyas)              |
|    | Sverige | F   | Richard Magyar (från Aarau)              |
|    | Ghana   | F   | Joseph Aidoo (Inlånad från Inter Allies) |
|    | Sverige | A   | Jakob Orlov (Inlånad från Brann)         |

| Nr | Land    | Pos | Namn                                     |
| -- | ------- | --- | ---------------------------------------- |
|    | Island  | MV  | Ögmundur Kristinsson (från Randers)      |
|    | Sverige | A   | Imad Khalili (från Baniyas)              |
|    | Sverige | F   | Richard Magyar (från Aarau)              |
|    | Ghana   | F   | Joseph Aidoo (Inlånad från Inter Allies) |
|    | Sverige | A   | Jakob Orlov (Inlånad från Brann)         |

| Nr | Land                    | Pos | Namn                                     |
| -- | ----------------------- | --- | ---------------------------------------- |
|    | Danmark                 | F   | Thomas Guldborg Christensen (till Valur) |
|    | Sverige                 | MV  | Johannes Hopf (till Gençlerbirliği)      |
|    | Bosnien och Hercegovina | F   | Marko Mihajlovic (till Syrianska FC)     |
|    | Sverige                 | MF  | Nahir Besara (till Göztepe)              |
|    | Sverige                 | MF  | Viktor Nordin (Utlånad till IK Frej)     |
|    | Liberia                 | A   | Amadaiya Rennie (Utlånad till Brann)     |

| Nr | Land                    | Pos | Namn                                     |
| -- | ----------------------- | --- | ---------------------------------------- |
|    | Danmark                 | F   | Thomas Guldborg Christensen (till Valur) |
|    | Sverige                 | MV  | Johannes Hopf (till Gençlerbirliği)      |
|    | Bosnien och Hercegovina | F   | Marko Mihajlovic (till Syrianska FC)     |
|    | Sverige                 | MF  | Nahir Besara (till Göztepe)              |
|    | Sverige                 | MF  | Viktor Nordin (Utlånad till IK Frej)     |
|    | Liberia                 | A   | Amadaiya Rennie (Utlånad till Brann)     |

### Helsingborgs IF
| Nr | Land    | Pos | Namn                                                      |
| -- | ------- | --- | --------------------------------------------------------- |
|    | Danmark | F   | Frederik Helstrup (från Horsens)                          |
|    | Sverige | A   | Rade Prica (från Maccabi Tel Aviv)                        |
|    | Island  | MF  | Arnór Smárason (Återvänder efter lån till Torpedo Moskva) |

| Nr | Land    | Pos | Namn                                                      |
| -- | ------- | --- | --------------------------------------------------------- |
|    | Danmark | F   | Frederik Helstrup (från Horsens)                          |
|    | Sverige | A   | Rade Prica (från Maccabi Tel Aviv)                        |
|    | Island  | MF  | Arnór Smárason (Återvänder efter lån till Torpedo Moskva) |

| Nr | Land    | Pos | Namn                                                        |
| -- | ------- | --- | ----------------------------------------------------------- |
|    | Sverige | F   | Emil Krafth (till Bologna)                                  |
|    | Island  | MF  | Victor Pálsson (till Esbjerg)                               |
|    | Sverige | F   | Gustav Jarl (Utlånad till AFC United)                       |
|    | Sverige | A   | Anton Kinnander (Utlånad till Motala AIF)                   |
|    | Libanon | A   | Mohamed Ramadan (Utlånad till Landskrona BoIS)              |
|    | Sverige | MF  | Astrit Ajdarević (Återvänder efter lån från Standard Liege) |

| Nr | Land    | Pos | Namn                                                        |
| -- | ------- | --- | ----------------------------------------------------------- |
|    | Sverige | F   | Emil Krafth (till Bologna)                                  |
|    | Island  | MF  | Victor Pálsson (till Esbjerg)                               |
|    | Sverige | F   | Gustav Jarl (Utlånad till AFC United)                       |
|    | Sverige | A   | Anton Kinnander (Utlånad till Motala AIF)                   |
|    | Libanon | A   | Mohamed Ramadan (Utlånad till Landskrona BoIS)              |
|    | Sverige | MF  | Astrit Ajdarević (Återvänder efter lån från Standard Liege) |

### IF Elfsborg
| Nr | Land  | Pos | Namn                                       |
| -- | ----- | --- | ------------------------------------------ |
|    | Norge | F   | Niklas Gunnarsson (Inlånad från Vålerenga) |

| Nr | Land  | Pos | Namn                                       |
| -- | ----- | --- | ------------------------------------------ |
|    | Norge | F   | Niklas Gunnarsson (Inlånad från Vålerenga) |

| Nr | Land    | Pos | Namn                             |
| -- | ------- | --- | -------------------------------- |
|    | Sverige | A   | Victor Rotting (till Motala AIF) |

| Nr | Land    | Pos | Namn                             |
| -- | ------- | --- | -------------------------------- |
|    | Sverige | A   | Victor Rotting (till Motala AIF) |

### IFK Göteborg
| Nr | Land    | Pos | Namn                                |
| -- | ------- | --- | ----------------------------------- |
|    | Sverige | MF  | Sebastian Eriksson (från Cagliari)  |
|    | Danmark | MF  | Mads Albæk (från Stade de Reims)    |
|    | Finland | A   | Riku Riski (Inlånad från Rosenborg) |

| Nr | Land    | Pos | Namn                                |
| -- | ------- | --- | ----------------------------------- |
|    | Sverige | MF  | Sebastian Eriksson (från Cagliari)  |
|    | Danmark | MF  | Mads Albæk (från Stade de Reims)    |
|    | Finland | A   | Riku Riski (Inlånad från Rosenborg) |

| Nr | Land    | Pos | Namn                                                |
| -- | ------- | --- | --------------------------------------------------- |
|    | USA     | MF  | Heath Pearce (Klubb ej klar)                        |
|    | Danmark | A   | Lasse Vibe (till Brentford)                         |
|    | Sverige | MF  | Karl Bohm (Utlånad till Utsiktens BK)               |
|    | Sverige | F   | Patrick Dyrestam (Utlånad till Utsiktens BK)        |
|    | Senegal | A   | Malick Mané (Utlånad till Najran)                   |
|    | Danmark | A   | Thomas Mikkelsen (Återvänder efter lån från Odense) |

| Nr | Land    | Pos | Namn                                                |
| -- | ------- | --- | --------------------------------------------------- |
|    | USA     | MF  | Heath Pearce (Klubb ej klar)                        |
|    | Danmark | A   | Lasse Vibe (till Brentford)                         |
|    | Sverige | MF  | Karl Bohm (Utlånad till Utsiktens BK)               |
|    | Sverige | F   | Patrick Dyrestam (Utlånad till Utsiktens BK)        |
|    | Senegal | A   | Malick Mané (Utlånad till Najran)                   |
|    | Danmark | A   | Thomas Mikkelsen (Återvänder efter lån från Odense) |

### IFK Norrköping
| Nr | Land         | Pos | Namn                                                         |
| -- | ------------ | --- | ------------------------------------------------------------ |
|    | Estland      | MV  | Andreas Vaikla (från West Bromwich Albion)                   |
|    | Sierra Leone | A   | Alhaji Kamara (Återvänder efter lån till Johor Darul Takzim) |

| Nr | Land         | Pos | Namn                                                         |
| -- | ------------ | --- | ------------------------------------------------------------ |
|    | Estland      | MV  | Andreas Vaikla (från West Bromwich Albion)                   |
|    | Sierra Leone | A   | Alhaji Kamara (Återvänder efter lån till Johor Darul Takzim) |

| Nr | Land       | Pos | Namn                                          |
| -- | ---------- | --- | --------------------------------------------- |
|    | Costa Rica | F   | Christopher Meneses (till Alajuelense)        |
|    | Sverige    | MV  | Marcus Sahlman (till IS Halmia)               |
|    | Sverige    | MF  | Mirza Halvadzic (Utlånad till Trelleborgs FF) |

| Nr | Land       | Pos | Namn                                          |
| -- | ---------- | --- | --------------------------------------------- |
|    | Costa Rica | F   | Christopher Meneses (till Alajuelense)        |
|    | Sverige    | MV  | Marcus Sahlman (till IS Halmia)               |
|    | Sverige    | MF  | Mirza Halvadzic (Utlånad till Trelleborgs FF) |

### Kalmar FF
| Nr | Land    | Pos | Namn                                                       |
| -- | ------- | --- | ---------------------------------------------------------- |
|    | Sverige | F   | Måns Olström (Uppflyttad från U19-laget)                   |
|    | Sverige | MF  | Svante Ingelsson (Uppflyttad från U19-laget)               |
|    | Sverige | MF  | Muktar Ahmed (Återvänder efter lån till FK Karlskrona)     |
|    | Sverige | MF  | Peter Westberg (Återvänder efter lån till Oskarshamns AIK) |

| Nr | Land    | Pos | Namn                                                       |
| -- | ------- | --- | ---------------------------------------------------------- |
|    | Sverige | F   | Måns Olström (Uppflyttad från U19-laget)                   |
|    | Sverige | MF  | Svante Ingelsson (Uppflyttad från U19-laget)               |
|    | Sverige | MF  | Muktar Ahmed (Återvänder efter lån till FK Karlskrona)     |
|    | Sverige | MF  | Peter Westberg (Återvänder efter lån till Oskarshamns AIK) |

| Nr | Land     | Pos | Namn                                            |
| -- | -------- | --- | ----------------------------------------------- |
|    | Norge    | MF  | Tor Öyvind Hovda (Utlånad till Åtvidabergs FF)  |
|    | Sverige  | A   | Pär Ericsson (Utlånad till Örebro SK)           |
|    | Sverige  | F   | Sebastian Ramhorn (Utlånad till Åtvidabergs FF) |
|    | Zimbabwe | MF  | Archford Gutu (Utlånad till IFK Värnamo)        |

| Nr | Land     | Pos | Namn                                            |
| -- | -------- | --- | ----------------------------------------------- |
|    | Norge    | MF  | Tor Öyvind Hovda (Utlånad till Åtvidabergs FF)  |
|    | Sverige  | A   | Pär Ericsson (Utlånad till Örebro SK)           |
|    | Sverige  | F   | Sebastian Ramhorn (Utlånad till Åtvidabergs FF) |
|    | Zimbabwe | MF  | Archford Gutu (Utlånad till IFK Värnamo)        |

### Malmö FF
| Nr | Land    | Pos | Namn                                                        |
| -- | ------- | --- | ----------------------------------------------------------- |
|    | Island  | F   | Kári Árnason (från Rotherham United)                        |
|    | Serbien | MF  | Vladimir Rodić (från Rad)                                   |
|    | Uruguay | F   | Luis Felipe Carvalho Da Silva (från Tacuarembó)             |
|    | Sverige | MV  | Johan Wiland (från FC Köpenhamn)                            |
|    | Sverige | MV  | Fredrik Andersson (från Örgryte IS)                         |
|    | Serbien | A   | Nikola Đurđić (Inlånad från Augsburg)                       |
|    | Sverige | MF  | Mattias Svanberg (Uppflyttad från U19-laget)                |
|    | Sverige | F   | Mahmut Özen (Återvänder efter lån till Kayseri Erciyesspor) |
|    | Sverige | MF  | Petar Petrovic (Återvänder efter lån till IFK Värnamo)      |

| Nr | Land    | Pos | Namn                                                        |
| -- | ------- | --- | ----------------------------------------------------------- |
|    | Island  | F   | Kári Árnason (från Rotherham United)                        |
|    | Serbien | MF  | Vladimir Rodić (från Rad)                                   |
|    | Uruguay | F   | Luis Felipe Carvalho Da Silva (från Tacuarembó)             |
|    | Sverige | MV  | Johan Wiland (från FC Köpenhamn)                            |
|    | Sverige | MV  | Fredrik Andersson (från Örgryte IS)                         |
|    | Serbien | A   | Nikola Đurđić (Inlånad från Augsburg)                       |
|    | Sverige | MF  | Mattias Svanberg (Uppflyttad från U19-laget)                |
|    | Sverige | F   | Mahmut Özen (Återvänder efter lån till Kayseri Erciyesspor) |
|    | Sverige | MF  | Petar Petrovic (Återvänder efter lån till IFK Värnamo)      |

| Nr | Land    | Pos | Namn                                          |
| -- | ------- | --- | --------------------------------------------- |
|    | Sverige | MV  | Robin Olsen (till PAOK Thessaloniki)          |
|    | Sverige | F   | Erik Johansson (till Gent)                    |
|    | Sverige | F   | Filip Helander (till Hellas Verona)           |
|    | Sverige | MV  | Sixten Mohlin (Utlånad till Kristianstads FF) |

| Nr | Land    | Pos | Namn                                          |
| -- | ------- | --- | --------------------------------------------- |
|    | Sverige | MV  | Robin Olsen (till PAOK Thessaloniki)          |
|    | Sverige | F   | Erik Johansson (till Gent)                    |
|    | Sverige | F   | Filip Helander (till Hellas Verona)           |
|    | Sverige | MV  | Sixten Mohlin (Utlånad till Kristianstads FF) |

### Åtvidabergs FF
| Nr | Land    | Pos | Namn                                       |
| -- | ------- | --- | ------------------------------------------ |
|    | Sverige | A   | Ajsel Kujovic (från Varbergs BoIS)         |
|    | Sverige | MV  | Ludwig Bergström (från Klubblös)           |
|    | Norge   | MF  | Tor Öyvind Hovda (Inlånad från Kalmar FF)  |
|    | Sverige | F   | Sebastian Ramhorn (Inlånad från Kalmar FF) |
|    | Sverige | A   | Kenny Hildeby (Uppflyttad från U19-laget)  |

| Nr | Land    | Pos | Namn                                       |
| -- | ------- | --- | ------------------------------------------ |
|    | Sverige | A   | Ajsel Kujovic (från Varbergs BoIS)         |
|    | Sverige | MV  | Ludwig Bergström (från Klubblös)           |
|    | Norge   | MF  | Tor Öyvind Hovda (Inlånad från Kalmar FF)  |
|    | Sverige | F   | Sebastian Ramhorn (Inlånad från Kalmar FF) |
|    | Sverige | A   | Kenny Hildeby (Uppflyttad från U19-laget)  |

| Nr | Land      | Pos | Namn                                                         |
| -- | --------- | --- | ------------------------------------------------------------ |
|    | Sverige   | F   | Martin Lorentzson (Klubb ej klar)                            |
|    | Brasilien | MF  | Bruno Marinho (Slutar)                                       |
|    | Portugal  | MF  | Ruben Lameiras (Återvänder efter lån från Tottenham Hotspur) |

| Nr | Land      | Pos | Namn                                                         |
| -- | --------- | --- | ------------------------------------------------------------ |
|    | Sverige   | F   | Martin Lorentzson (Klubb ej klar)                            |
|    | Brasilien | MF  | Bruno Marinho (Slutar)                                       |
|    | Portugal  | MF  | Ruben Lameiras (Återvänder efter lån från Tottenham Hotspur) |

### Örebro SK
| Nr | Land      | Pos | Namn                                              |
| -- | --------- | --- | ------------------------------------------------- |
|    | Sverige   | MF  | Martin Broberg (från Djurgårdens IF)              |
|    | Sverige   | MF  | Astrit Ajdarević (från Standard Liege)            |
|    | Frankrike | A   | Mozart Surville (från Örebro Syrianska)           |
|    | Sverige   | A   | Pär Ericsson (Inlånad från Kalmar FF)             |
|    | Sverige   | MF  | David Hasler (Inlånad från Syrianska IF Kerburan) |

| Nr | Land      | Pos | Namn                                              |
| -- | --------- | --- | ------------------------------------------------- |
|    | Sverige   | MF  | Martin Broberg (från Djurgårdens IF)              |
|    | Sverige   | MF  | Astrit Ajdarević (från Standard Liege)            |
|    | Frankrike | A   | Mozart Surville (från Örebro Syrianska)           |
|    | Sverige   | A   | Pär Ericsson (Inlånad från Kalmar FF)             |
|    | Sverige   | MF  | David Hasler (Inlånad från Syrianska IF Kerburan) |

| Nr | Land      | Pos | Namn                                                 |
| -- | --------- | --- | ---------------------------------------------------- |
|    | Irak      | MF  | Ahmed Yasin (till Århus)                             |
|    | Sverige   | F   | Anton Westerlund (till BK Forward)                   |
|    | Frankrike | A   | Mozart Surville (Utlånad till BK Forward)            |
|    | Sverige   | A   | Christer Lipovac (Utlånad till Karlslunds IF)        |
|    | Jamaica   | A   | Michael Seaton (Återvänder efter lån från DC United) |

| Nr | Land      | Pos | Namn                                                 |
| -- | --------- | --- | ---------------------------------------------------- |
|    | Irak      | MF  | Ahmed Yasin (till Århus)                             |
|    | Sverige   | F   | Anton Westerlund (till BK Forward)                   |
|    | Frankrike | A   | Mozart Surville (Utlånad till BK Forward)            |
|    | Sverige   | A   | Christer Lipovac (Utlånad till Karlslunds IF)        |
|    | Jamaica   | A   | Michael Seaton (Återvänder efter lån från DC United) |

## Superettan

### AFC United
| Nr | Land             | Pos | Namn                                       |
| -- | ---------------- | --- | ------------------------------------------ |
|    | Palestina (stat) | MF  | Imad Zatara (från Åtvidabergs FF)          |
|    | England          | F   | Korede Aiyegbusi (från Auerbach)           |
|    | Sierra Leone     | A   | Mohamed Buya (från Juventus IF)            |
|    | Sverige          | F   | Gustav Jarl (Inlånad från Helsingborgs IF) |
|    | Sverige          | F   | Rebin Sulaka (Inlånad från Syrianska FC)   |
|    | Sverige          | F   | Bun-Dawda Sowe (Uppflyttad från U19-laget) |

| Nr | Land             | Pos | Namn                                       |
| -- | ---------------- | --- | ------------------------------------------ |
|    | Palestina (stat) | MF  | Imad Zatara (från Åtvidabergs FF)          |
|    | England          | F   | Korede Aiyegbusi (från Auerbach)           |
|    | Sierra Leone     | A   | Mohamed Buya (från Juventus IF)            |
|    | Sverige          | F   | Gustav Jarl (Inlånad från Helsingborgs IF) |
|    | Sverige          | F   | Rebin Sulaka (Inlånad från Syrianska FC)   |
|    | Sverige          | F   | Bun-Dawda Sowe (Uppflyttad från U19-laget) |

| Nr | Land          | Pos | Namn                                                  |
| -- | ------------- | --- | ----------------------------------------------------- |
|    | Brasilien     | F   | Alex Pereira (Utlånad till AIK)                       |
|    | Sverige       | MF  | André Österholm (Utlånad till Huddinge IF)            |
|    | Nederländerna | A   | Christoff Dias de Oliveira (Utlånad till Huddinge IF) |

| Nr | Land          | Pos | Namn                                                  |
| -- | ------------- | --- | ----------------------------------------------------- |
|    | Brasilien     | F   | Alex Pereira (Utlånad till AIK)                       |
|    | Sverige       | MF  | André Österholm (Utlånad till Huddinge IF)            |
|    | Nederländerna | A   | Christoff Dias de Oliveira (Utlånad till Huddinge IF) |

### Assyriska FF
| Nr | Land | Pos | Namn |
| -- | ---- | --- | ---- |

| Nr | Land | Pos | Namn |
| -- | ---- | --- | ---- |

| Nr | Land                    | Pos | Namn                                        |
| -- | ----------------------- | --- | ------------------------------------------- |
|    | Bosnien och Hercegovina | A   | Admir Aganovic (till Landskrona BoIS)       |
|    | Finland                 | F   | Jani Tanska (till Lahti)                    |
|    | Sverige                 | F   | Nemrut Awrohum (Utlånad till Södertälje FK) |
|    | Sverige                 | MF  | Yousef Yousef (Utlånad till Södertälje FK)  |
|    | Sverige                 | MF  | Filip Korkes (Utlånad till Södertälje FK)   |
|    | Sverige                 | MF  | Rani Haddad (Utlånad till Södertälje FK)    |

| Nr | Land                    | Pos | Namn                                        |
| -- | ----------------------- | --- | ------------------------------------------- |
|    | Bosnien och Hercegovina | A   | Admir Aganovic (till Landskrona BoIS)       |
|    | Finland                 | F   | Jani Tanska (till Lahti)                    |
|    | Sverige                 | F   | Nemrut Awrohum (Utlånad till Södertälje FK) |
|    | Sverige                 | MF  | Yousef Yousef (Utlånad till Södertälje FK)  |
|    | Sverige                 | MF  | Filip Korkes (Utlånad till Södertälje FK)   |
|    | Sverige                 | MF  | Rani Haddad (Utlånad till Södertälje FK)    |

### Degerfors IF
| Nr | Land    | Pos | Namn                              |
| -- | ------- | --- | --------------------------------- |
|    | Sverige | F   | Emil Johansson (från Sandnes Ulf) |

| Nr | Land    | Pos | Namn                              |
| -- | ------- | --- | --------------------------------- |
|    | Sverige | F   | Emil Johansson (från Sandnes Ulf) |

| Nr | Land | Pos | Namn |
| -- | ---- | --- | ---- |

| Nr | Land | Pos | Namn |
| -- | ---- | --- | ---- |

### GAIS
| Nr | Land      | Pos | Namn                                       |
| -- | --------- | --- | ------------------------------------------ |
|    | Sverige   | F   | Sebastian Starke Hedlund (från Schalke 04) |
|    | Sverige   | F   | Danny Ervik (från Mjällby AIF)             |
|    | Brasilien | A   | Wagsley (från Ceahlaul)                    |
|    | Sydafrika | MF  | Luther Singh (från Stars of Africa)        |
|    | Sverige   | MF  | Alieu Bajaha (Uppflyttad från U19-laget)   |

| Nr | Land      | Pos | Namn                                       |
| -- | --------- | --- | ------------------------------------------ |
|    | Sverige   | F   | Sebastian Starke Hedlund (från Schalke 04) |
|    | Sverige   | F   | Danny Ervik (från Mjällby AIF)             |
|    | Brasilien | A   | Wagsley (från Ceahlaul)                    |
|    | Sydafrika | MF  | Luther Singh (från Stars of Africa)        |
|    | Sverige   | MF  | Alieu Bajaha (Uppflyttad från U19-laget)   |

| Nr | Land    | Pos | Namn                                          |
| -- | ------- | --- | --------------------------------------------- |
|    | Sverige | F   | Emil Eliasson (till Utsiktens BK)             |
|    | Sverige | MF  | Petrit Zhubi (till Nest-Sotra)                |
|    | Sverige | A   | Bryan Johansson (Utlånad till Lidköpings FK)  |
|    | Sverige | F   | Tahir Kocak (Utlånad till Qviding FIF)        |
|    | Sverige | A   | Shkelqim Krasniqi (Utlånad till Qviding FIF)  |
|    | Sverige | MV  | Oliver Gustavsson (Utlånad till Torslanda IK) |

| Nr | Land    | Pos | Namn                                          |
| -- | ------- | --- | --------------------------------------------- |
|    | Sverige | F   | Emil Eliasson (till Utsiktens BK)             |
|    | Sverige | MF  | Petrit Zhubi (till Nest-Sotra)                |
|    | Sverige | A   | Bryan Johansson (Utlånad till Lidköpings FK)  |
|    | Sverige | F   | Tahir Kocak (Utlånad till Qviding FIF)        |
|    | Sverige | A   | Shkelqim Krasniqi (Utlånad till Qviding FIF)  |
|    | Sverige | MV  | Oliver Gustavsson (Utlånad till Torslanda IK) |

### IF Brommapojkarna
| Nr | Land    | Pos | Namn                                   |
| -- | ------- | --- | -------------------------------------- |
|    | Serbien | A   | Nikola Grubjesic (från Dunaújváros)    |
|    | Uganda  | MF  | Martin Mutumba (från Rah Ahan)         |
|    | Danmark | F   | Niclas Vemmelund (från Marianelyst)    |
|    | Sverige | A   | Emil Bellander (Inlånad från Gefle IF) |

| Nr | Land    | Pos | Namn                                   |
| -- | ------- | --- | -------------------------------------- |
|    | Serbien | A   | Nikola Grubjesic (från Dunaújváros)    |
|    | Uganda  | MF  | Martin Mutumba (från Rah Ahan)         |
|    | Danmark | F   | Niclas Vemmelund (från Marianelyst)    |
|    | Sverige | A   | Emil Bellander (Inlånad från Gefle IF) |

| Nr | Land    | Pos | Namn                                    |
| -- | ------- | --- | --------------------------------------- |
|    | Peru    | A   | Alexi Gomez (Klubb ej klar)             |
|    | Chile   | A   | Luis Cabezas (Klubb ej klar)            |
|    | Sverige | MF  | Filip Tronêt (Utlånad till Västerås SK) |

| Nr | Land    | Pos | Namn                                    |
| -- | ------- | --- | --------------------------------------- |
|    | Peru    | A   | Alexi Gomez (Klubb ej klar)             |
|    | Chile   | A   | Luis Cabezas (Klubb ej klar)            |
|    | Sverige | MF  | Filip Tronêt (Utlånad till Västerås SK) |

### IFK Värnamo
| Nr | Land     | Pos | Namn                                   |
| -- | -------- | --- | -------------------------------------- |
|    | Sverige  | F   | Johan Andersson (från Östers IF)       |
|    | Zimbabwe | MF  | Archford Gutu (Inlånad från Kalmar FF) |

| Nr | Land     | Pos | Namn                                   |
| -- | -------- | --- | -------------------------------------- |
|    | Sverige  | F   | Johan Andersson (från Östers IF)       |
|    | Zimbabwe | MF  | Archford Gutu (Inlånad från Kalmar FF) |

| Nr | Land    | Pos | Namn                                                |
| -- | ------- | --- | --------------------------------------------------- |
|    | Sverige | MF  | Alexander Vrebac (till Örgryte IS)                  |
|    | Sverige | MF  | Petar Petrovic (Återvänder efter lån från Malmö FF) |

| Nr | Land    | Pos | Namn                                                |
| -- | ------- | --- | --------------------------------------------------- |
|    | Sverige | MF  | Alexander Vrebac (till Örgryte IS)                  |
|    | Sverige | MF  | Petar Petrovic (Återvänder efter lån från Malmö FF) |

### IK Frej
| Nr | Land    | Pos | Namn                                        |
| -- | ------- | --- | ------------------------------------------- |
|    | Sverige | MF  | Smajl Suljevic (Inlånad från GIF Sundsvall) |
|    | Sverige | MF  | Viktor Nordin (Inlånad från Hammarby IF)    |

| Nr | Land    | Pos | Namn                                        |
| -- | ------- | --- | ------------------------------------------- |
|    | Sverige | MF  | Smajl Suljevic (Inlånad från GIF Sundsvall) |
|    | Sverige | MF  | Viktor Nordin (Inlånad från Hammarby IF)    |

| Nr | Land    | Pos | Namn                                                      |
| -- | ------- | --- | --------------------------------------------------------- |
|    | Sverige | MF  | Dede Yves Didier Kony (Utlånad till Hudiksvalls FF)       |
|    | Ghana   | F   | Dominic Oduro (Återvänder efter lån från Manchester City) |

| Nr | Land    | Pos | Namn                                                      |
| -- | ------- | --- | --------------------------------------------------------- |
|    | Sverige | MF  | Dede Yves Didier Kony (Utlånad till Hudiksvalls FF)       |
|    | Ghana   | F   | Dominic Oduro (Återvänder efter lån från Manchester City) |

### IK Sirius
| Nr | Land    | Pos | Namn                          |
| -- | ------- | --- | ----------------------------- |
|    | Sverige | MF  | Simon Berg (från Västerås IK) |

| Nr | Land    | Pos | Namn                          |
| -- | ------- | --- | ----------------------------- |
|    | Sverige | MF  | Simon Berg (från Västerås IK) |

| Nr | Land    | Pos | Namn                                                         |
| -- | ------- | --- | ------------------------------------------------------------ |
|    | Sverige | A   | Jonathan Lundbäck (Utlånad till Sandvikens IF)               |
|    | Sverige | F   | Frej Ersa Engberg (Återvänder efter lån från Djurgårdens IF) |

| Nr | Land    | Pos | Namn                                                         |
| -- | ------- | --- | ------------------------------------------------------------ |
|    | Sverige | A   | Jonathan Lundbäck (Utlånad till Sandvikens IF)               |
|    | Sverige | F   | Frej Ersa Engberg (Återvänder efter lån från Djurgårdens IF) |

### Jönköpings Södra
| Nr | Land | Pos | Namn |
| -- | ---- | --- | ---- |

| Nr | Land | Pos | Namn |
| -- | ---- | --- | ---- |

| Nr | Land | Pos | Namn |
| -- | ---- | --- | ---- |

| Nr | Land | Pos | Namn |
| -- | ---- | --- | ---- |

### Ljungskile SK
| Nr | Land    | Pos | Namn                                      |
| -- | ------- | --- | ----------------------------------------- |
|    | Sverige | MV  | Ivo Vazgec (från IF Brommapojkarna)       |
|    | Nigeria | A   | Ahmed Abdultaofik (från Spartaks Jurmala) |

| Nr | Land    | Pos | Namn                                      |
| -- | ------- | --- | ----------------------------------------- |
|    | Sverige | MV  | Ivo Vazgec (från IF Brommapojkarna)       |
|    | Nigeria | A   | Ahmed Abdultaofik (från Spartaks Jurmala) |

| Nr | Land    | Pos | Namn                                      |
| -- | ------- | --- | ----------------------------------------- |
|    | Sverige | MF  | Philip Hofvenström (till Stenungsunds IF) |
|    | Sverige | MV  | Robertino Kljajic (till Örgryte IS)       |
|    | Sverige | A   | Admir Bajrovic (Utlånad till Follo)       |

| Nr | Land    | Pos | Namn                                      |
| -- | ------- | --- | ----------------------------------------- |
|    | Sverige | MF  | Philip Hofvenström (till Stenungsunds IF) |
|    | Sverige | MV  | Robertino Kljajic (till Örgryte IS)       |
|    | Sverige | A   | Admir Bajrovic (Utlånad till Follo)       |

### Mjällby AIF
| Nr | Land           | Pos | Namn                                           |
| -- | -------------- | --- | ---------------------------------------------- |
|    | Nigeria        | MF  | Theophilus Ola (från Tottenham Hotspur)        |
|    | Sverige        | F   | Jesper Gustafson (från Asarums IF)             |
|    | Nordmakedonien | F   | Daniel Ivanovski (från Fjölnir)                |
|    | Sverige        | A   | Simon Sjöblom (från Hörvikens IF)              |
|    | Sverige        | F   | William Leandersson (från Hörvikens IF)        |
|    | Sverige        | MF  | Christian Wilhelmsson (från Klubblös)          |
|    | Sierra Leone   | A   | Teteh Bangura (från Bursaspor)                 |
|    | Sverige        | A   | André Reinholdsson (Uppflyttad från U19-laget) |
|    | Sverige        | F   | Adi Terzic (Uppflyttad från U19-laget)         |

| Nr | Land           | Pos | Namn                                           |
| -- | -------------- | --- | ---------------------------------------------- |
|    | Nigeria        | MF  | Theophilus Ola (från Tottenham Hotspur)        |
|    | Sverige        | F   | Jesper Gustafson (från Asarums IF)             |
|    | Nordmakedonien | F   | Daniel Ivanovski (från Fjölnir)                |
|    | Sverige        | A   | Simon Sjöblom (från Hörvikens IF)              |
|    | Sverige        | F   | William Leandersson (från Hörvikens IF)        |
|    | Sverige        | MF  | Christian Wilhelmsson (från Klubblös)          |
|    | Sierra Leone   | A   | Teteh Bangura (från Bursaspor)                 |
|    | Sverige        | A   | André Reinholdsson (Uppflyttad från U19-laget) |
|    | Sverige        | F   | Adi Terzic (Uppflyttad från U19-laget)         |

| Nr | Land    | Pos | Namn                                                   |
| -- | ------- | --- | ------------------------------------------------------ |
|    | Sverige | F   | Danny Ervik (till GAIS)                                |
|    | Sverige | MF  | Jesper Gustavsson (Utlånad till Mjölner)               |
|    | Sverige | F   | Rikard Östlin (Utlånad till Asarums IF)                |
|    | Sverige | F   | Hampus Bergdahl (Utlånad till Asarums IF)              |
|    | Sverige | A   | Edis Agelius (Utlånad till Asarums IF)                 |
|    | Ghana   | MF  | Kwame Bonsu (Återvänder efter lån från Heart of Lions) |

| Nr | Land    | Pos | Namn                                                   |
| -- | ------- | --- | ------------------------------------------------------ |
|    | Sverige | F   | Danny Ervik (till GAIS)                                |
|    | Sverige | MF  | Jesper Gustavsson (Utlånad till Mjölner)               |
|    | Sverige | F   | Rikard Östlin (Utlånad till Asarums IF)                |
|    | Sverige | F   | Hampus Bergdahl (Utlånad till Asarums IF)              |
|    | Sverige | A   | Edis Agelius (Utlånad till Asarums IF)                 |
|    | Ghana   | MF  | Kwame Bonsu (Återvänder efter lån från Heart of Lions) |

### Syrianska FC
| Nr | Land                    | Pos | Namn                                       |
| -- | ----------------------- | --- | ------------------------------------------ |
|    | Sverige                 | MF  | Victor Garcia (från Hammarby IF U19)       |
|    | Sverige                 | A   | Bachir Katourgi (från Arameiska/Syrianska) |
|    | Bosnien och Hercegovina | F   | Marko Mihajlovic (från Hammarby IF)        |
|    | Sverige                 | A   | Samuel Aziz (Inlånad från Landskrona BoIS) |

| Nr | Land                    | Pos | Namn                                       |
| -- | ----------------------- | --- | ------------------------------------------ |
|    | Sverige                 | MF  | Victor Garcia (från Hammarby IF U19)       |
|    | Sverige                 | A   | Bachir Katourgi (från Arameiska/Syrianska) |
|    | Bosnien och Hercegovina | F   | Marko Mihajlovic (från Hammarby IF)        |
|    | Sverige                 | A   | Samuel Aziz (Inlånad från Landskrona BoIS) |

| Nr | Land    | Pos | Namn                                   |
| -- | ------- | --- | -------------------------------------- |
|    | Sverige | F   | Rebin Sulaka (Utlånad till AFC United) |

| Nr | Land    | Pos | Namn                                   |
| -- | ------- | --- | -------------------------------------- |
|    | Sverige | F   | Rebin Sulaka (Utlånad till AFC United) |

### Utsiktens BK
| Nr | Land    | Pos | Namn                                             |
| -- | ------- | --- | ------------------------------------------------ |
|    | Sverige | F   | Emil Eliasson (från GAIS)                        |
|    | Sverige | A   | Victor Edvardsen (Inlånad från IFK Göteborg U19) |
|    | Sverige | MF  | Karl Bohm (Inlånad från IFK Göteborg)            |
|    | Sverige | F   | Patrick Dyrestam (Inlånad från IFK Göteborg)     |

| Nr | Land    | Pos | Namn                                             |
| -- | ------- | --- | ------------------------------------------------ |
|    | Sverige | F   | Emil Eliasson (från GAIS)                        |
|    | Sverige | A   | Victor Edvardsen (Inlånad från IFK Göteborg U19) |
|    | Sverige | MF  | Karl Bohm (Inlånad från IFK Göteborg)            |
|    | Sverige | F   | Patrick Dyrestam (Inlånad från IFK Göteborg)     |

| Nr | Land    | Pos | Namn                                           |
| -- | ------- | --- | ---------------------------------------------- |
|    | Sverige | MF  | Jesper Olofsson (Utlånad till Västra Frölunda) |
|    | Sverige | F   | Mirza Mujcic (Utlånad till Mjölner)            |
|    | Sverige | A   | Mihael Jevtic (Utlånad till Mjölner)           |

| Nr | Land    | Pos | Namn                                           |
| -- | ------- | --- | ---------------------------------------------- |
|    | Sverige | MF  | Jesper Olofsson (Utlånad till Västra Frölunda) |
|    | Sverige | F   | Mirza Mujcic (Utlånad till Mjölner)            |
|    | Sverige | A   | Mihael Jevtic (Utlånad till Mjölner)           |

### Varbergs BoIS
| Nr | Land | Pos | Namn |
| -- | ---- | --- | ---- |

| Nr | Land | Pos | Namn |
| -- | ---- | --- | ---- |

| Nr | Land    | Pos | Namn                                |
| -- | ------- | --- | ----------------------------------- |
|    | Sverige | A   | Ajsel Kujovic (till Åtvidabergs FF) |
|    | Sverige | MF  | Eduard Zuta (till Västerås SK)      |
|    | Sverige | MF  | Ardian Rexhepi (till Ängelholms FF) |

| Nr | Land    | Pos | Namn                                |
| -- | ------- | --- | ----------------------------------- |
|    | Sverige | A   | Ajsel Kujovic (till Åtvidabergs FF) |
|    | Sverige | MF  | Eduard Zuta (till Västerås SK)      |
|    | Sverige | MF  | Ardian Rexhepi (till Ängelholms FF) |

### Ängelholms FF
| Nr | Land    | Pos | Namn                                              |
| -- | ------- | --- | ------------------------------------------------- |
|    | Sverige | MF  | Ardian Rexhepi (från Varbergs BoIS)               |
|    | Gambia  | F   | Saikou Jawneh (från Bakau United)                 |
|    | Gambia  | MF  | Modou Lamin Sanyang (Inlånad från Real de Banjul) |

| Nr | Land    | Pos | Namn                                              |
| -- | ------- | --- | ------------------------------------------------- |
|    | Sverige | MF  | Ardian Rexhepi (från Varbergs BoIS)               |
|    | Gambia  | F   | Saikou Jawneh (från Bakau United)                 |
|    | Gambia  | MF  | Modou Lamin Sanyang (Inlånad från Real de Banjul) |

| Nr | Land | Pos | Namn |
| -- | ---- | --- | ---- |

| Nr | Land | Pos | Namn |
| -- | ---- | --- | ---- |

### Östersunds FK
| Nr | Land    | Pos | Namn                                               |
| -- | ------- | --- | -------------------------------------------------- |
|    | USA     | A   | Andrew Stadler (från Landskrona BoIS)              |
|    | Sverige | F   | Sotirios Papagiannopoulos (från PAOK Thessaloniki) |

| Nr | Land    | Pos | Namn                                               |
| -- | ------- | --- | -------------------------------------------------- |
|    | USA     | A   | Andrew Stadler (från Landskrona BoIS)              |
|    | Sverige | F   | Sotirios Papagiannopoulos (från PAOK Thessaloniki) |

| Nr | Land     | Pos | Namn                                        |
| -- | -------- | --- | ------------------------------------------- |
|    | Sverige  | F   | Robert Hammarstedt (till GIF Sundsvall)     |
|    | Sydkorea | MF  | Seon-Min Moon (Utlånad till Djurgårdens IF) |
|    | England  | A   | Taylor Morgan (Utlånad till Airdrieonians)  |
|    | Sverige  | MF  | Linus Sjöberg (Utlånad till Dalkurd FF)     |

| Nr | Land     | Pos | Namn                                        |
| -- | -------- | --- | ------------------------------------------- |
|    | Sverige  | F   | Robert Hammarstedt (till GIF Sundsvall)     |
|    | Sydkorea | MF  | Seon-Min Moon (Utlånad till Djurgårdens IF) |
|    | England  | A   | Taylor Morgan (Utlånad till Airdrieonians)  |
|    | Sverige  | MF  | Linus Sjöberg (Utlånad till Dalkurd FF)     |